# ReGenesis
ReGenesis (ou ReGénèse puis Alerte au virus au Québec), est une série télévisée canadienne en 52 épisodes de 45 minutes créée par Christina Jennings et diffusée du 24 octobre 2004 au 25 mai 2008 sur The Movie Network et Movie Central.
En France, la série a été diffusée à partir du 7 décembre 2005 sur 13e rue, à partir du 6 novembre 2006 sur Sci Fi et à partir du 8 janvier 2007 sur Arte ainsi que sur les chaines de télévision locales TL7, TLM, TV Tours, TV8 Mont-Blanc, Nantes 7 et Angers 7 à partir de septembre 2008. Au Québec, la série a été diffusée à partir d'avril 2006 sur Mystère, en Suisse depuis le 14 mai 2008 sur TSR1, et en Belgique sur RTL-TVI.

## Synopsis
Cette série met en scène des scientifiques du NorBAC (North American Biotechnology Advisory Commission), un institut fictif d'investigation biotechnologique, installé à Toronto et intervenant sur les territoires canadien, américain et mexicain. Ces experts traquent les virus en tous genres, les manipulations génétiques et toutes les formes de bioterrorisme.

## Distribution

### Acteurs principaux
- Peter Outerbridge (VF : Éric Legrand) : David Sandström
- Maxim Roy (VF : Catherine Hamilty) : Caroline Morrison (Saison 1 et 2)
- Conrad Pla (en) (VF : Christophe Peyroux) : Carlos Serrano
- Mayko Nguyen (VF : Marion Valantine) : Mayko Tran
- Dmitry Chepovetsky (VF : Philippe Vincent) : Bob Melnikov
- Sarah Strange : Jill Langston
- Wendy Crewson : Rachel Woods
- Greg Bryk : Weston Field
- Geraint Wyn Davies (en) : Carleton Riddlemeyer
- Karen LeBlanc (VF : Laura Zichy) : Enuka Okimba

### Acteurs récurrents
- Mishu Vellani (VF : Mylène Wagram) : Hira Kahn
- Elliot Page (VF : Léopoldine Serre) : Lilith Sandström (crédité Ellen Page)
- Kristin Booth (VF : Aurélie Nollet) : Daisy Markovic
- Mark Rendall (VF : Thomas Sagols) : Mick Sloane
- Tara Spencer-Nairn (en) : Twyla
- Michael Seater : Owen

 Source et légende : version française (VF) sur RS Doublage

## Épisodes

### Première saison (2004-2005)
1. Virus mortel (Baby Bomb)
2. Tueur né (Spare Parts)
3. Le Visage de Dieu (The Face of God)
4. Le Fantôme d'Hira (Prions)
5. Le Virus historique (The Oldest Virus)
6. L'Œil de la baleine (The Trials)
7. Dernier espoir (Faint Hope)
8. Bactéries terroristes (Blackout)
9. Guerre secrète (The Secret War)
10. La Source (The Source)
11. Cache-cache (The Promise)
12. Résurrection (Resurrection)
13. La Nuit la plus longue (The Longest Night)

### Deuxième saison (2006)
Elle a été diffusée à partir du 19 mars 2006.
1. La Chine (China)
2. Attaque mutante (Escape Mutant)
3. Médicament miracle (The Cocktail)
4. Réchauffement climatique (Dim & Dimmer)
5. Mauvaise nouvelle (Massive Changes)
6. Voyage à la Havane (Our Men in Havana)
7. Parle-lui (Talk to Him)
8. Brumes mexicaines (Haze)
9. En souvenir d'Harlan (Gene in a Bottle)
10. Le sauvage et l'innocent (The Wild and Innocent)
11. Un étrange virus (Fishy)
12. Léthargica (Lethargica)
13. La Fin ? (The End)

### Troisième saison (2007)
Elle a été diffusée à partir du 1er avril 2007.
1. Cette chose qui flottait dans l'air (A Spontaneous Moment)
2. Poussière au vent (Dust in the Wind)
3. Étrangers dans la nuit (Strangers in the Night)
4. Un rêve de génome (Dream Of Genomes)
5. Le dieu du commerce (The God of Commerce)
6. Vulnérabilité (Phantoms)
7. Une main lave l'autre (One Hand Washes the Other)
8. Colis Suspects (Sleepers)
9. Souvenirs de la guerre (Let it Burn)
10. Impossible n'est pas scientifique (Unbearable)
11. À la dérive (Adrift)
12. Courts-circuits en série (Jacobson's Organ)
13. Renaissance (Back to the Future)

### Quatrième saison (2008)
Elle a été diffusée à partir du 2 mars 2008.
1. Le Patient zéro (TB or Not TB)
2. Champignons vénéneux (La Consecuencia)
3. Hépatite (Hep Burn and Melinkov)
4. Le Baiser (The Kiss)
5. Le Poison du soupçon (Suspicious Minds)
6. À Bout de souffle (Race Fever)
7. Nina.com (Hearts & Minds)
8. Ponte 14 (Brood 14)
9. Mauvais génies (Unbottled)
10. Sensation étrange (What it Feels Like)
11. Exsangue (Bloodless)
12. Le Clone triste (The Sounds of Science)
13. La Vérité (The Truth)

## Produits dérivés

### DVD
À ce jour[Quand ?], seules les saisons 1 et 2 sont disponibles en DVD.

### Jeu
Un jeu, en anglais, a été créé. Le joueur incarne alors un membre du NorBAC et participe à de grandes enquêtes biologiques. Le jeu se joue sur le site du NorBAC.